# 경주여자정보고등학교
경주여자정보고등학교(慶州女子情報高等學校)는 대한민국 경상북도 경주시 시래동에 있는 사립 고등학교이다.

## 학교 연혁
- 1973년 6월 20일 : 학교법인 동도교육재단 인가
- 1974년 9월 9일 : 김상태 이사장 취임
- 1974년 12월 27일 : 경주여자상업고등학교 인가(9학급)
- 1975년 9월 5일 : 김하종 초대 교장 취임
- 1978년 1월 16일 : 제1회 졸업식(졸업생 138명)
- 1991년 7월 2일 : 서편 교사동(2학년 교실) 신축(88.32m2)
- 1994년 4월 26일 : 서편 교사동(2학년 교실) 증축(176.64m2)
- 1999년 12월 18일 : 급식소 신축(472.4m2)
- 2000년 6월 23일 : 경복관 492m2 신축
- 2001년 3월 1일 : 학칙변경(24학급 인가), 경주여자정보고등학교로 교명 변경
- 2004년 7월 21일 : 다목적 강당(선암관) 1,437.15m2 신축
- 2007년 8월 6일 : 전문계 특성화고등학교 지정
- 2009년 6월 5일 : 명품 Green 급식소 ‘예다움’ 개소
- 2009년 12월 17일 : 자율학교 지정(2010.03.01~2015.02.28)
- 2010년 11월 6일 : 급식소 증축(132.3m2)
- 2018년 5월 30일 : 학과 개편(금융비즈니스 2, 관광경영 2, 영유아보육 2, 보건간호 2)
- 2021년 7월 20일 : 학여관 신축(1,879.17m2)
- 2022년 9월 1일 : 제10대 도금주 교장 취임
- 2023년 1월 13일 : 제46회 168명 졸업(총 졸업생 13,327명)
- 2023년 3월 2일 : 입학생(180명)

## 설치 학과
- 보건간호과
- 관광경영과
- 영유아보육과
- 금융비즈니스과

## 참고 자료
- 경주여자정보고등학교 - 한국교육학술정보원 학교알리미